# Windflower
Windflower ist ein Jazzalbum von Herb Ellis und Remo Palmieri. Die im Oktober 1977 in den Bell Sound Studios, New York City, entstandenen Aufnahmen erschienen 1978 als Langspielplatte, 2002 als Compact Disc auf Concord Jazz.

## Hintergrund
Ab den frühen 1970er-Jahren nahm Gitarrist Herb Ellis eine Reihe von LPs für das Label Concord Jazz auf, beginnend mit Herb Ellis & Ray Brown's Soft Shoe. Es folgten Kooperationen mit Joe Pass (Seven, Come Eleven 1974), Freddie Green (Rhythm Willi 1975), Charlie Byrd und Barney Kessel (Great Guitars 1975), Ross Tompkins (A Pair to Draw To 1976) und schließlich 1977 mit dem Gitarristen Remo Palmieri. Begleiter der beiden Musiker waren der Kontrabassist George Duvivier und der Schlagzeuger Ron Traxler.
Ellis war zu dieser Zeit vor allem als Mitglied des Oscar Peterson Trios populär, dem er von 1953 bis 1958 angehört hatte. Hingegen war Remo Palmieri weniger bekannt; dieser hatte sich als Bebop-Pionier hervorgetan und war unter anderem bei einer Aufnahmesession („Groovin’ High“ des Dizzy Gillespie Sextet) 1945 in Erscheinung getreten. Nachdem er 27 Jahre in der Rundfunksendung von Arthur Godfrey gearbeitet hatte und Godfreys Show schließlich 1972 eingestellt worden war, kehrte Palmieri zu Konzerten und Aufnahmen im Jazz zurück, um zunächst 1972 mit Bobby Hackett und Vic Dickenson sowie mit Max Morath zu arbeiten.
Der Erfolg der boppigen Session mit Herb Ellis habe dazu geführt, dass Palmieri im folgenden Jahr sein eigenes Concord-Album aufnehmen durfte, schrieb Scott Yanow; dies war das gleichnamige Album Remo Palmieri, mit Lou Levy (Piano, Orgel), Ray Brown (Bass) und Jake Hanna (Schlagzeug).
Das auf dem Frontcover abgebildete Gemälde „Windflowers“ vom 1902 stammt von John William Waterhouse.

## Titelliste
- Herb Ellis & Remo Palmier: Windflower (Concord Jazz – CJ-56)[4]

1. Windflower (Sara Cassey) 3:51
2. The Night Has a Thousand Eyes (Buddy Bernier, Jerome Brainin) 6:10
3. My Foolish Heart (Ned Washington, Victor Young) 3:17
4. Close Your Eyes (Bernice Petkere) 4:00
5. Danny Boy (Frederic Weatherly) 2:46
6. Walkin (Richard Carpenter) 5:19
7. Stardust (Hoagy Carmichael, Mitchell Parish) 5:27
8. Triste (Antonio Carlos Jobim) 4:00
9. Groove Merchant (Jerome Richardson) 4:47

## Rezeption
Marc Myers schrieb in Jazzwax, die beiden Gitarristen würden auf Windflower eine entspannte und natürliche Schönheit [ihres Spiels] zeigen. Alle Tracks sind Standards, aber durch ihren lockeren, swingenden Ansatz klängen alle Songs frisch und lebendig. Die Gitarrenlinien sein schön und die Akkorde großartig gestimmt. Bedauerlicherweise hätten Ellis und Palmieri keine Alben mehr wie dieses eingespielt, merkte Myers an. Der Autor lobte auch die großartige Produktionsleistung von Carl Jefferson, dem Gründer des Labels.
Scott Yanow verlieh dem Album in Allmusic vier Sterne und schrieb, dieses Album sei von größter Bedeutung, da es die erste Jazz-Aufnahme seit einigen Jahrzehnten des Gitarristen Remo Palmier wäre. Sein Gitarrenkollege Herb Ellis sei zwar der Leiter der Session gewesen, aber dieser lasse seinem Gast genauso viel Soloraum, wie er brauche, und mit der geschmackvollen Begleitung von George Duvivier und Ron Traxler würden sich die beiden alten Freunde zu einer Vielzahl ansprechender Akkordwechsel herausfordern, darunter „The Night Has Thousand Eyes“, „Close Your Eyes“, „Walkin’“ und Tom Jobims „Triste“.